# Fuerzas Armadas de Benín
Las Fuerzas Armadas de Benín (en francés: Forces Armées Béninoises) constituyen el ejército, la armada, la fuerza aérea y la gendarmería nacional de Benín. Desde hace varios años, las Fuerzas Armadas de Bélgica mantienen un programa activo de cooperación con Benín, ofreciendo formación y entrenamiento, donando equipo militar redundante y utilizando al país para llevar a cabo ejercicios militares conjuntos.

## Historia
La Constitución de Benín del 11 de diciembre de 1990, ordenó a las Fuerzas Armadas de Benín garantizar una cobertura de seguridad eficaz, permanente y eficiente del territorio nacional, así como la vigilancia de las fronteras. La Gendarmería nacional fue fusionada con la policía en 2018.

## Armada de Benín
A partir de 2012, la Armada contaba con una dotación de aproximadamente 200 efectivos. La Armada de Benín operaba dos buques patrulleros chinos de la clase Matelot Brice Kpomasse.

## Fuerzas Terrestres de Benín
En 2012, el Ejército de Benín tenía una fuerza de 4300 efectivos. El Ejército de Benín incluye 1 escuadrón blindado, 3 batallones de infantería, 1 batallón de comandos aerotransportados, 1 batería de artillería, 1 batallón de ingenieros y 1 brigada de bomberos. Las unidades militares de Benín son las siguientes:
- 1er batallón de comandos paracaidistas
- 1er batallón motorizado
- 1er batallón blindado
- 1er batallón de bomberos
- 1er batallón de armas combinadas
- 2° batallón de armas combinadas
- 3er batallón de armas combinadas
- 7º batallón de armas combinadas
- 8º batallón de armas combinadas
- 1er batallón de artillería
- 1er batallón de ingenieros
- 1er batallón de señales
- 1er batallón de material
- 1er batallón ferroviario
- Cuartel general

## Fuerza Aérea de Benín
Después de lograr la independencia de Francia en 1960, la Fuerza Aérea de Benín fue equipada con siete aviones Douglas C-47 Skytrain suministrados por Francia, cuatro Max Holste Broussard y dos Bell 47. Dos Fokker F27 Friendship entraron en servicio en 1978 para llevar a cabo tareas de transporte, antes de ser transferidos a Air Benin. También durante esa misma época, se adquirieron dos aeronaves de transporte ucranianas Antonov An-26. A finales de 1985, entraron en servicio dos aeronaves alemanas Dornier Do 28 para sustituir a los Douglas C-47 Skytrain, una aeronave de Havilland Canada DHC-6 Twin Otter fue adquirida en 1989.

## Guardia Republicana de Benín
La Guardia Republicana es la responsable de la seguridad del Presidente de la República de Benín, de los ministros, de los miembros del Gobierno y de las instituciones de la República de Benín.

## Armamento

### Armas de fuego
| Nombre                          | Fotografía | Origen         | Tipo                               | Munición             | Fabricante                             |
| Pistolas                        | Pistolas   | Pistolas       | Pistolas                           | Pistolas             | Pistolas                               |
| ------------------------------- | ---------- | -------------- | ---------------------------------- | -------------------- | -------------------------------------- |
| Tokarev TT-33                   |            | Rusia          | Pistola semiautomática             | 7,62 × 25 mm Tokarev | Planta de armas de Tula                |
| Subfusiles                      |            |                |                                    |                      |                                        |
| MAT-49                          |            | Francia        | Subfusil                           | 9 × 19 mm Parabellum | Manufacture Nationale d'Armes de Tulle |
| Fusiles                         |            |                |                                    |                      |                                        |
| SKS                             |            | Rusia          | Fusil semiautomático               | 7,62 × 39 mm         | Planta de armas de Tula                |
| AK-47                           |            | Rusia          | Fusil de asalto                    | 7,62 × 39 mm         | Corporación Kalashnikov                |
| AKM                             |            | Rusia          | Fusil de asalto                    | 7,62 × 39 mm         | Corporación Kalashnikov                |
| MAS-49                          |            | Francia        | Fusil semiautomático               | 7,5 × 54 mm Francés  | Manufacture d'Armes de Saint-Etienne   |
| Ametralladoras                  |            |                |                                    |                      |                                        |
| Ametralladora ligera RPD        |            | Rusia          | Ametralladora ligera               | 7,62 × 39 mm         | Planta Degtiariov                      |
| Ametralladora ligera Degtiariov |            | Rusia          | Ametralladora ligera               | 7,62 × 54 mm R       | Planta Degtiariov                      |
| MAC M1924/29                    |            | Francia        | Ametralladora ligera               | 7,5 × 54 mm Francés  | Manufacture d'Armes de Châtellerault   |
| AAT-52                          |            | Francia        | Ametralladora de propósito general | 7,62 × 51 mm OTAN    | Manufacture d'Armes de Saint-Etienne   |
| Ametralladora pesada KPV        |            | Rusia          | Ametralladora pesada               | 14,5 × 114 mm        | Planta Degtiariov                      |
| Browning M2                     |            | Estados Unidos | Ametralladora pesada               | 12,7 × 99 mm OTAN    | General Dynamics                       |

### Armas antitanque
| Nombre                        | Fotografía                    | Origen                        | Tipo                          | Munición                      | Fabricante                                     |
| Granada propulsada por cohete | Granada propulsada por cohete | Granada propulsada por cohete | Granada propulsada por cohete | Granada propulsada por cohete | Granada propulsada por cohete                  |
| ----------------------------- | ----------------------------- | ----------------------------- | ----------------------------- | ----------------------------- | ---------------------------------------------- |
| RPG-7                         |                               | Rusia                         | Granada propulsada por cohete | Cohete de 85 mm               | Bazalt                                         |
| LRAC F1                       |                               | Francia                       | Granada propulsada por cohete | Cohete de 89 mm               | Manufacture Nationale d'Armes de Saint-Etienne |

### Artillería
| Nombre            | Fotografía        | Origen            | Tipo              | Calibre           | Unidades          | Fabricante                |
| Obuses remolcados | Obuses remolcados | Obuses remolcados | Obuses remolcados | Obuses remolcados | Obuses remolcados | Obuses remolcados         |
| ----------------- | ----------------- | ----------------- | ----------------- | ----------------- | ----------------- | ------------------------- |
| Obús M101         |                   | Estados Unidos    | Obús remolcado    | 105 mm            | 4                 | Rock Island Arsenal Plant |
| Cañón ligero L118 |                   | Reino Unido       | Obús remolcado    | 105 mm            | 12                | BAE Systems               |

### Carros de combate
| Nombre  | Imagen  | Origen  | Tipo          | Unidades | Fabricante |
| Tanques | Tanques | Tanques | Tanques       | Tanques  | Tanques    |
| ------- | ------- | ------- | ------------- | -------- | ---------- |
| PT-76   |         | Rusia   | Tanque ligero | 18       | VTZ        |

### Vehículos blindados de combate
| Nombre                         | Fotografía                     | Origen                         | Tipo                                | Unidades                       | Fabricante                     |
| Vehículos blindados de combate | Vehículos blindados de combate | Vehículos blindados de combate | Vehículos blindados de combate      | Vehículos blindados de combate | Vehículos blindados de combate |
| ------------------------------ | ------------------------------ | ------------------------------ | ----------------------------------- | ------------------------------ | ------------------------------ |
| M8 Greyhound                   |                                | Estados Unidos                 | Automóvil blindado militar          | 7                              | Ford Motor Company             |
| Carro blindado Eland           |                                | Sudáfrica                      | Automóvil blindado militar          | 3                              | Land Systems OMC               |
| BRDM-2                         |                                | Rusia                          | Vehículo de reconocimiento blindado | 14                             | GAZ                            |
| Panhard VBL                    |                                | Francia                        | Vehículo de reconocimiento blindado | 10                             | Panhard                        |
| M113                           |                                | Estados Unidos                 | Transporte blindado de personal     | 22                             | FMC Corporation                |
| Véhicule de l'Avant Blindé     |                                | Francia                        | Transporte blindado de personal     | 15                             | Renault Trucks                 |
| ACMAT Bastion                  |                                | Francia                        | Transporte blindado de personal     | 2                              | ACMAT                          |
| Casspir                        |                                | Sudáfrica                      | MRAP                                | 10                             | Land Systems OMC               |
| Dongfeng Mengshi               |                                | China                          | MRAP                                | 9                              | Dongfeng Motor Corporation     |